# Campobasso Football Club
Maillots
Actualités
Le Campobasso Football Club est un club de football italien basé à Campobasso dans le Molise. 
Le club évolue en Serie C (D3) lors de la saison 2025-2026.